# Thymallus burejensis
Thymallus burejensis is een straalvinnige vissensoort uit de familie van de zalmen (Salmonidae). De wetenschappelijke naam van de soort is voor het eerst geldig gepubliceerd in 2004 door Antonov.